# استان نوفلو د چاوز
استان نوفلو د چاوز (به اسپانیایی: Provincia Ñuflo de Chaves) یکی از استان‌های بولیوی در بولیوی است که در شهرستان سانتا کروز (بولیوی) واقع شده‌است. استان نوفلو د چاوز ۵۴٬۱۵۰ کیلومتر مربع مساحت و ۹۳٬۹۹۷ نفر جمعیت دارد و ۴۹۶ متر بالاتر از سطح دریا واقع شده‌است.